# مجدليا
مجدليا أو مجدلايا هي قرية لبنانية من قرى قضاء عاليه في محافظة جبل لبنان.
هي بلدة «مجدليا» التي تستقر بين قرى عاليه الجبلية على مساحة 170 هكتاراً.. هي البلدة النابضة بالحياة وألفة العيش المشترك، والبلدة الزراعية التي تكثر فيها الأشجار وخاصة الأفوكادو منها، لتدلّ على واقعها القروي الذي ما زال يرافق عيش أبناءها ويدلّ على محافظتهم على تراث موروث عن الأجداد بالرغم من الإعمار الحديث الموجود فيها.
«مجدلونا الذهب» ثم «سور الرمّان» ومن ثم «مجدليا»، أسماء كثيرة أطلقت عليها إلاّ أنّ الاسم الأخير «مجدليا» والمستمر حتى اليوم يدلّ على المجد والفخر.